# Njemačka ženska softbolska reprezentacija
Njemačka ženska softbolska reprezentacija predstavlja državu Njemačku u športu softbolu.
Krovna organizacija: 

## Sudjelovanja na EP
- Rovereto 1979.: nisu sudjelovale (ni kao SR Njemačka ni kao DR Njemačka)
- Haarlem 1981.: nisu sudjelovale (ni kao SR Njemačka ni kao DR Njemačka)
- Parma 1983.: nisu sudjelovale (ni kao SR Njemačka ni kao DR Njemačka)
- Antwerpen/Anvers 1984.: nisu sudjelovale (ni kao SR Njemačka ni kao DR Njemačka)
- Antwerpen/Anvers 1986.: 5. (kao SR Njemačka)
- Hørsholm 1988.: 9. (kao SR Njemačka)
- Genova 1990.: 8. (kao SR Njemačka)
- Bussum 1992.: 8.
- Settimo Torinese 1995.: 11.
- divizija "B", Prag 1997.: 5.
- divizija "B", Antwerpen/Anvers 1999.: 1. (plasirale se u "A" diviziju)
- divizija "A", Prag 2001.: 6.
- divizija "A", Caronno, Pertusella-Saronno, Italija 2003.: 9.
- divizija "A", Prag 2005.: 7.
- divizija "A", Amsterdam 2007.: 7.

## Vanjske poveznice
- Službene stranice
- International Softball Federation